# Simon Achidi Achu
Simon Achidi Achu (Bamenda, Camerún; 5 de noviembre de 1934-4 de mayo de 2021) fue un político camerunés que se desempeñó como primer ministro de Camerún desde 1992 hasta 1996. Anteriormente fue ministro de Justicia de 1972 a 1975. Fue un miembro destacado del Movimiento Democrático del Pueblo Camerunés (CPDM) y también fue nombrado presidente de la Corporación Nacional de Inversiones en 2003, y fue elegido para el Parlamento de Camerún en 2013.

## Biografía

### Primeros años y carrera
Nació en Bamenda y creció en Santa, ubicada en la región del noroeste de Camerún. Completó la educación primaria en Santa y luego continuó en el Camerún Protestant College, donde obtuvo su nivel ordinario de GCE. Después continuó a la Universidad de Yaundé, donde participó en la creación de la Asociación de Estudiantes, que aún existe. También se desempeñó como el primer presidente de la asociación. Posteriormente continuó con sus estudios en Marsella, Francia.

### Carrera política
Achidi Achu fue magistrado estatal desde octubre de 1965 hasta octubre de 1966. Posteriormente, fue nombrado Ministro Delegado en la Inspección Federal del Estado a fines de octubre de 1971. Posteriormente fue nombrado Ministro de Justicia por el presidente camerunés Ahmadou Ahidjo el 3 de julio de 1972, permaneció en esa posición hasta 1975. Luego regresó a Santa y comenzó el Rock Farm Ranch como agricultor.
Se mantuvo al margen de la política durante varios años, luego fue elegido miembro de la Asamblea Nacional de Camerún. El presidente Paul Biya lo nombró posteriormente primer ministro el 9 de abril de 1992, tras las elecciones parlamentarias de marzo de 1992. Fue el primer primer ministro anglófono de Camerún.
El 10 de octubre de 1992, el día antes de las elecciones presidenciales de 1992, Achidi Achu apareció en la radio y la televisión de Camerún y se dirigió al pueblo en francés, su segundo idioma. En este discurso, acusó a la oposición, encabezada por el candidato del Frente Socialdemócrata (SDF) John Fru Ndi, de tener un "plan diabólico" para perseguir y ejecutar a las principales figuras del estado, el gobierno y el ejército si ganó las elecciones e instó al pueblo a rechazar a la oposición para evitar posibles actos de violencia e inestabilidad.
Tras la victoria de Biya en las elecciones de 1992, Achidi Achu permaneció como primer ministro hasta el 19 de septiembre de 1996, cuando fue reemplazado por Peter Mafany Musonge. Después fue nombrado Presidente del Consejo de Administración de la Sociedad Nacional de Inversiones el 3 de marzo de 2003.

### Vida posterior
Achidi Achu era miembro del Comité Central del gobernante CPDM. También fue miembro de la Comisión Nacional para la coordinación de la campaña electoral de Biya en las elecciones presidenciales de 2004 y fue presidente del comité de apoyo y seguimiento de la campaña en la provincia del Noroeste. También encabeza la comisión de disciplina del CPDM. Durante la campaña para las elecciones parlamentarias y municipales de julio de 2007 , fue miembro del Comité Central de Campaña del CPDM; también fue presidente del Comité de Campaña Provincial CPDM en la Provincia Noroeste.
En 2009, se convirtió en uno de los tres miembros del recién creado Consejo de Sabios de la Sección Noroeste del CPDM, que tenía la intención de formular estrategias y tácticas para permitir que el CPDM alcanzara el dominio en la Provincia del Noroeste, donde el Frente Socialdemócrata de oposición (SDF) ha sido tradicionalmente dominante. 
En las elecciones al Senado de abril de 2013, fue elegido como el principal candidato en la lista del CPDM para la Provincia del Noroeste.  Cuando se eligió la Mesa del Senado el 12 de junio de 2013, Achidi Achu recibió el cargo de Vicepresidente.

### Fallecimiento
Murió el 4 de mayo de 2021, a los 86 años, tras recuperarse de una enfermedad en Estados Unidos.